# Kościół Wniebowzięcia Najświętszej Marii Panny w Lubecku
Kościół Wniebowzięcia Najświętszej Marii Panny w Lubecku – kościół w Lubecku, od 1994 sanktuarium maryjne z niewielkim obrazem Matki Boskiej o charakterze medalionu. 

## Historia
Kościół wzmiankowany jest po raz pierwszy w 1342, a jako parafialny w 1362, gdzie wówczas istniała parafia, do której należały miejscowości Ciasna i Zborowskie. Wymieniono wtedy Johennesa, plebana de Lubicko. Parafię wyminiono również w spisie świętopietrza archidiakona opolskiego Mikołaja Wolffa (1447). Kościół, z uwagi na prostotę rozwiązań architektonicznych i brak wyposażenia wyższej klasy artystycznej, nie był szczegółowo opisywany w opracowaniach i rzadko go wzmiankowano. W związku z tym, według pobieżnych badań, twierdzono, że powstał zapewne w końcu XVI lub w początku XVII wieku. Odnowiono go w 1742, a rozbudowano od zachodu w 1776. W 1787 odnowiono go po raz kolejny.
Ze względu na ponad dwustuletnią tradycję pielgrzymowania do tego kościoła mieszkańców Górnego Śląska, w 1994 biskup Jan Wieczorek ustanowił ten kościół sanktuarium. 

## Freski
W latach 2009–2010 w kościele odkryto gotyckie freski z początku XV wieku, obejmujące wszystkie ściany, sklepienie, prezbiterium i wewnętrzną część łuku tęczowego (wpłynęło to na zmianę datowania samej budowli). Tworzą one homogeniczny zespół, nad którym góruje monumentalna kompozycja Sądu Ostatecznego z Chrystusem w mandroli w towarzystwie symboli Ewangelistów, uzupełniona motywem Deesis (Matki Boskiej i św. Jana Chrzciciela wypraszających łaski dla grzeszników). Całość uzupełniają rozbudowane sceny ewangeliczne. Rozwiązania ikonograficzne malowideł mają charakter tradycyjny. Freski powstały zapewne w drugiej ćwierci XV wieku, choć możliwe jest też ich datowanie na początek pierwszej ćwierci tego stulecia lub na lata po roku 1432. Po trzyletniej renowacji malowidła odsłonięto i zakonserwowano.

## Galeria fresków

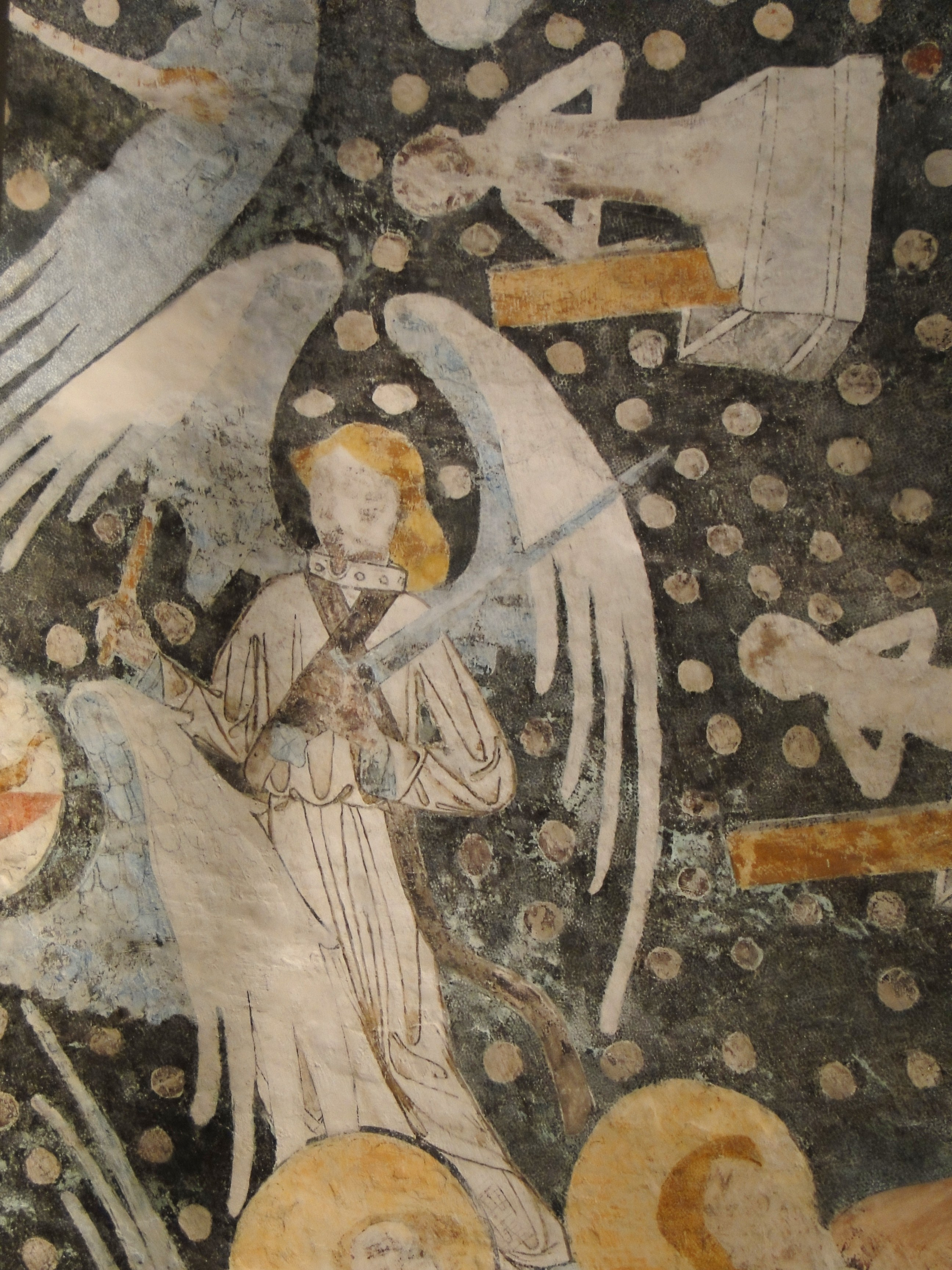
Michał Archanioł
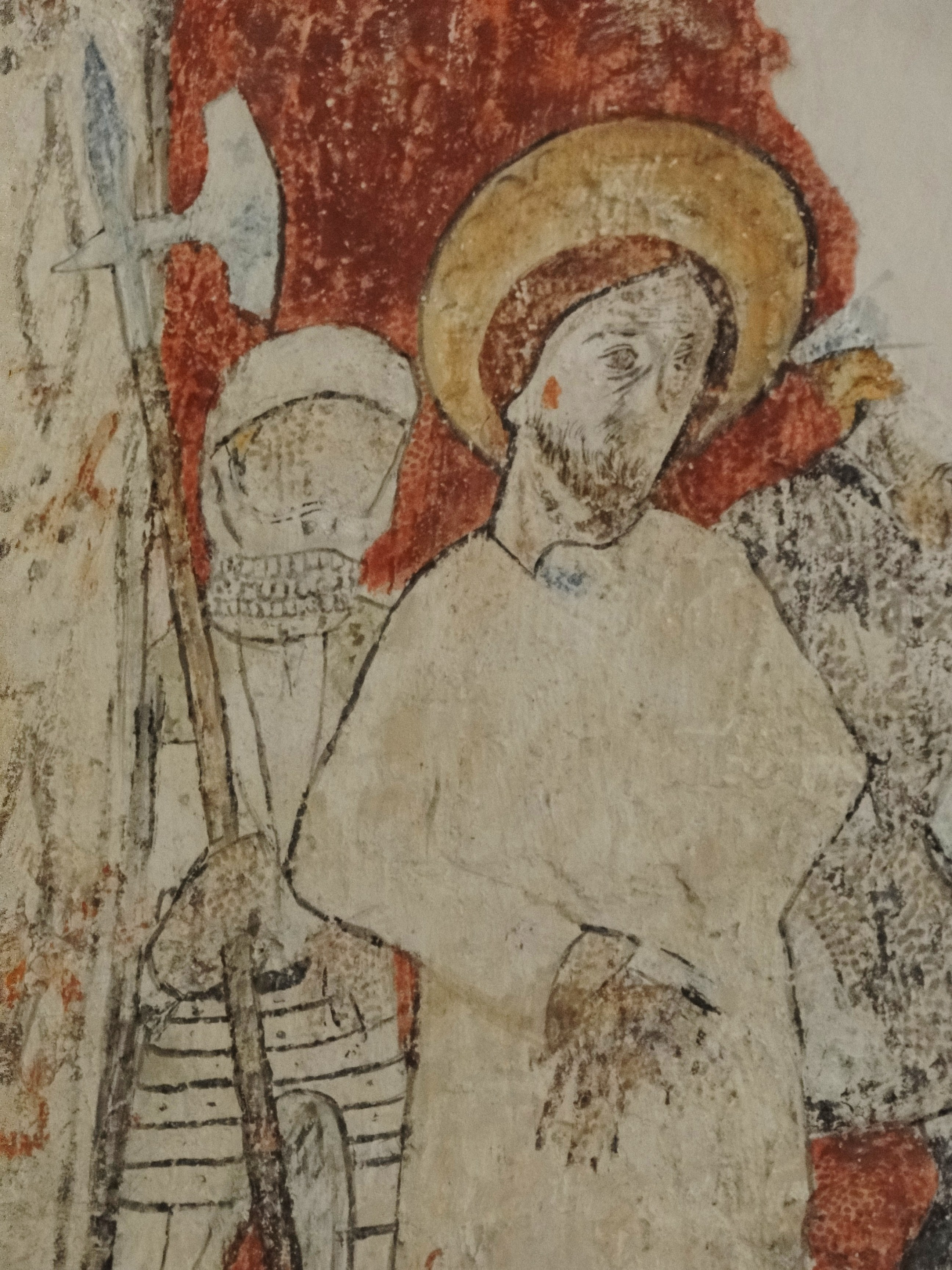
Chrystus
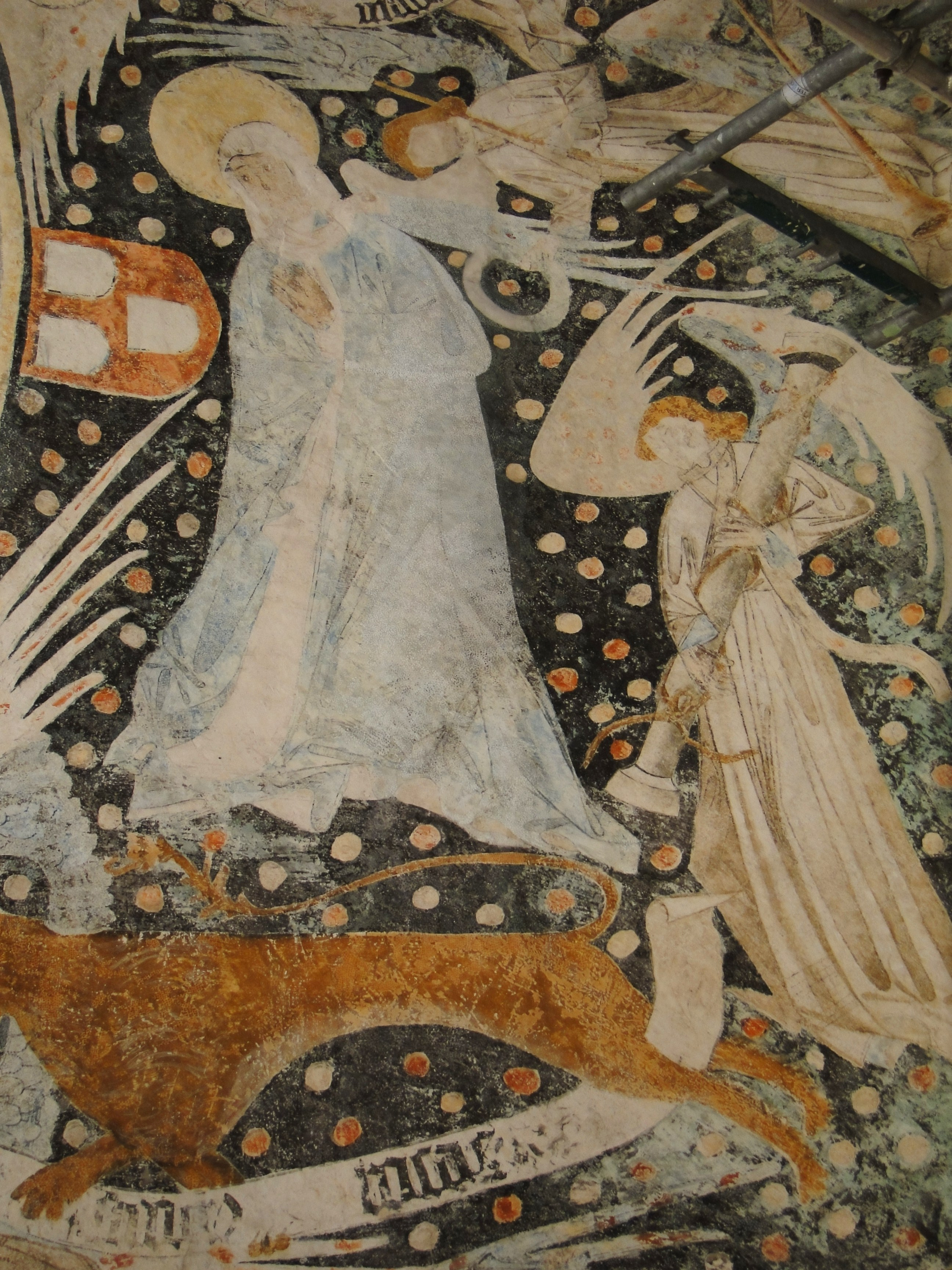
Matka Boska